# Rückverdünnung
In der Verfahrens- und Lebensmitteltechnik werden Konzentrate, Destillate oder Lyophilisate durch Rückverdünnung wieder auf ihre ursprüngliche Konzentration eingestellt. 
Ein Pulver oder eine Flüssigkeit, welche einen oder mehrere gewünschte Stoffe in hoher Konzentration enthält oder aus diesen Stoffen in Reinform besteht, wird durch Zusatz von entmineralisiertem Wasser in eine standardisierte Stoffkonzentration gebracht, die der allgemeinen Verkehrsauffassung entspricht.
Auf diese Weise werden Transportkosten, z. B. bei Fruchtsäften, die aus den Erzeuger- in die Verbraucherländer befördert werden müssen, gespart. Oder es wird teurer Lagerraum überflüssig gemacht, z. B. bei Destillaten.